# Diamante de choque

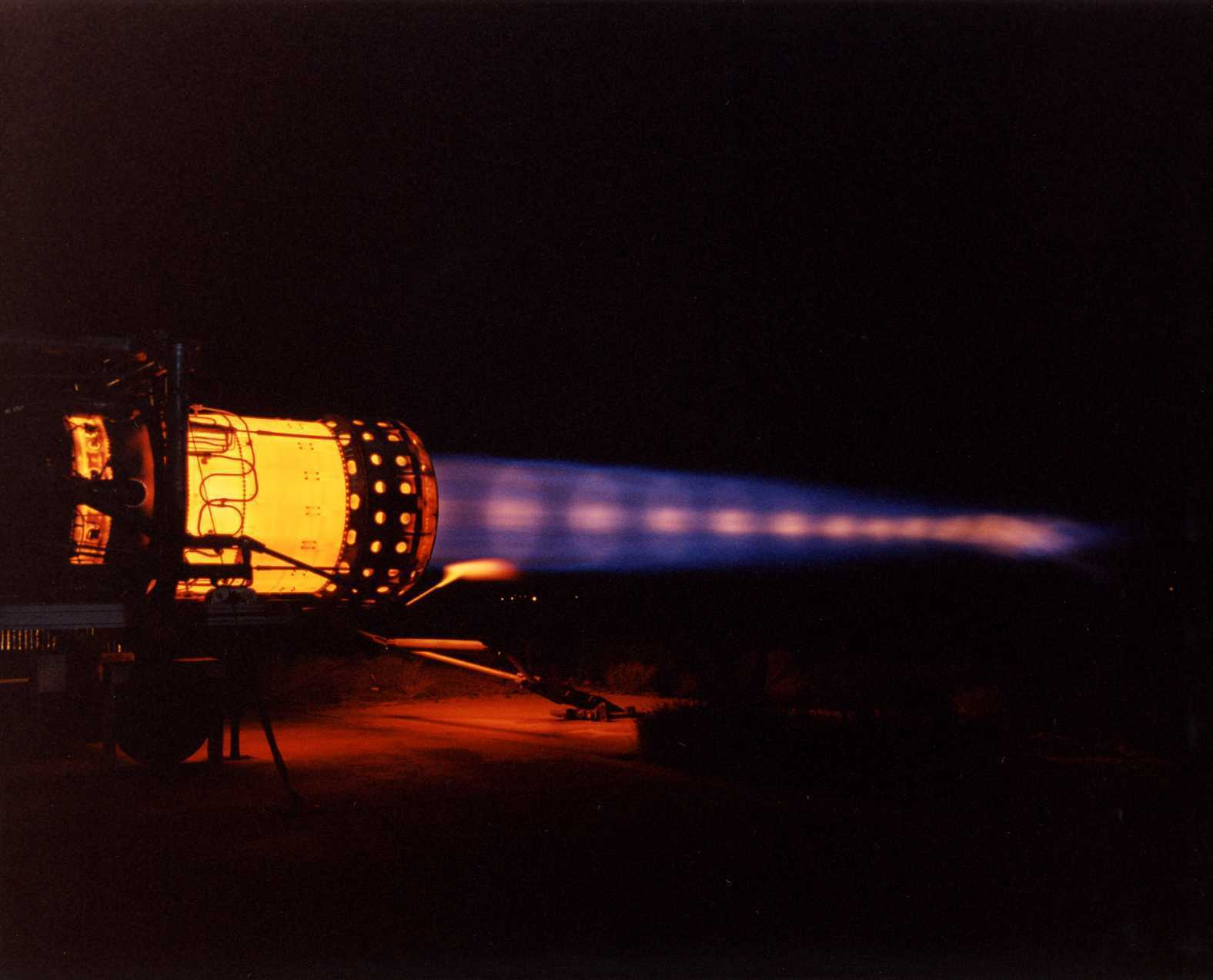
Diamante de choque en un motor Pratt %26 Whitney J58 durante una prueba a plena postcombustión.

El diamante de choque (también conocido como diamante mach, disco mach o diamante bailarín) es la formación de un patrón de onda estacionaria que aparece en la columna de combustión de un sistema de propulsión aeroespacial, tal como un motor a reacción, cohete, ramjet, o scramjet cuando se usa en una atmósfera.
Los diamantes de choque se forman cuando la combustión supersónica de una tobera aumenta o disminuye ligeramente, lo que significa que la presión de los gases expulsados por la tobera es diferente de la presión en el ambiente. Un complejo campo de flujo resulta de la onda de choque que se refleja de adelante a atrás entre el fluido libre a reacción límite y se forma un visible patrón de diamante, el cual le da su nombre a los diamante de choque.